# Auchindrain

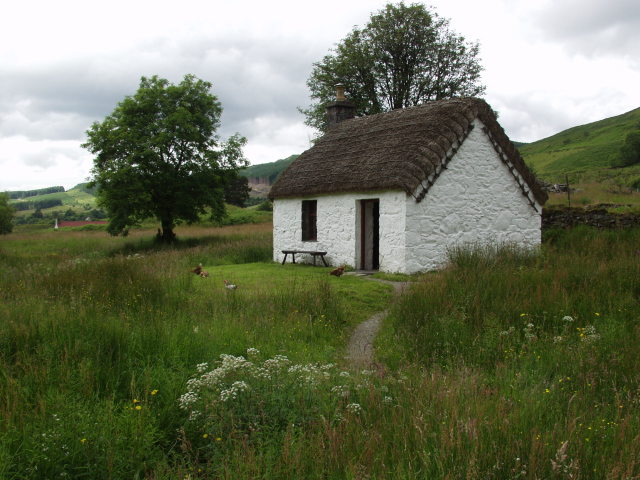
Restauriertes Gebäude

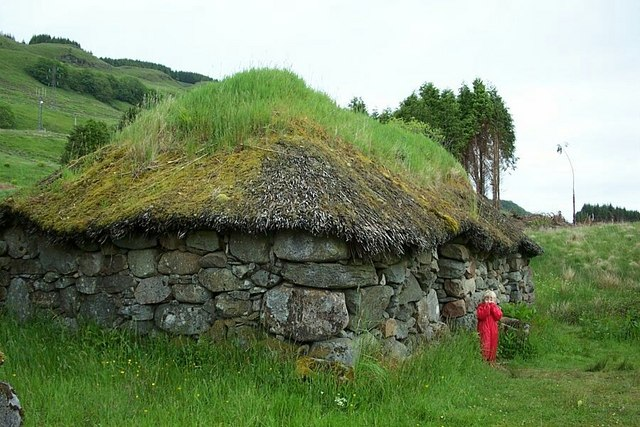
Restauriertes reetgedecktes Gebäude

Auchindrain (gälisch: Achadh an Droighinn) ist eine aufgegebene landwirtschaftliche Siedlung. Sie lag in einer dünnbesiedelten Region der schottischen Council Area Argyll and Bute. Auchindrain befand sich unweit des Meeresarmes Loch Fyne zwischen den Ortschaften Inveraray und Furnace an der heutigen A83, die Kintyre mit dem Central Belt verbindet. 1971 wurde Auchindrain zunächst in die schottischen Denkmallisten in der Kategorie B aufgenommen. Auf Grund seiner hohen kulturellen Bedeutung wurde es dann 1995 in die höchste Kategorie A befördert.

## Geschichte
Erstmals wurde Auchindrain in einem Dokument aus dem frühen 16. Jahrhundert erwähnt. Es ist jedoch davon auszugehen, dass die Siedlung älteren Datums ist. Im Jahre 1776 fügte der Duke of Argyll Auchindrain seinen Besitzungen hinzu. In den Jahren zwischen 1790 und 1840 erfolgte eine Modernisierung und Umstrukturierung, im Zuge welcher die Lehmbauten durch modernere Steinhäuser ersetzt wurden. Trotz der verbesserten Siedlungsstruktur und Bausubstanz blieb Auchindrain eine einfache ländliche Siedlung. Aus diesem Grund wählte der Duke of Argyll Auchindrain als eine von zwei „primitiven Ortschaften“ aus, welcher er der britischen Königin im Jahre 1875 im Rahmen eines Besuches präsentierte. Nach dem Wegzug der meisten Bewohner lebte ab 1937 nur noch eine Person in Auchindrain. Seit 1963 ist die Ortschaft verlassen.

## Auchindrain Township Open Air Museum
1975 eröffnete der isländische Moderator Magnus Magnusson Auchindrain als Freiluftmuseum. Die restaurierten Gebäude dokumentieren den Aufbau einer traditionellen landwirtschaftlichen Siedlungen in Schottland und zeigen damit den üblichen Siedlungsaufbau und die Lebensbedingungen im Schottland des 19. Jahrhunderts. Auf Grund seines außergewöhnlichen Erhaltungsgrades gilt Auchindrain als wertvollstes erhaltenes Museum zur Dokumentation historischer Siedlungen in Schottland.